# Maciej Lanckoroński
Maciej Lanckoroński herbu Zadora (ur. 28 lutego 1723 w Jagielnicy zm. 14 sierpnia 1789 w Dębnie) – wojewoda bracławski w latach 1772-1789, kasztelan kijowski w latach 1762-1772, stolnik kamieniecki w latach 1752-1762, rotmistrz królewski, hrabia, członek Stanów Galicyjskich. W 1783 otrzymał od cesarza Józefa tytuł hrabiowski. Kapitan wojsk francuskich, rotmistrz pancerny. 
Kawaler Orderu Orła Białego (1764) oraz w tym samym roku Orderu Świętego Stanisława. Od 1752 stolnik podolski. Wojewoda bracławski od 1772. Był posłem z województwa podolskiego na sejm 1752 roku. Poseł województwa podolskiego na sejm 1760 roku. Poseł na sejm nadzwyczajny  1761 roku z województwa podolskiego.
W 1766 roku został wyznaczony senatorem rezydentem.
Członek konfederacji 1773 roku. Na Sejmie Rozbiorowym w 1775 roku wszedł w skład delegacji wyłonionej pod naciskiem dyplomatów trzech państw rozbiorczych, mającej przeprowadzić rozbiór, powołany do Komisji Emfiteutycznej Koronnej. 18 września 1773 roku podpisał traktaty cesji przez Rzeczpospolitą Obojga Narodów ziem zagarniętych przez Rosję, Prusy i Austrię w I rozbiorze Polski. Na sejmie 1778 roku wybrany konsyliarzem Rady Nieustającej. Członek Departamentu Policji Rady Nieustającej w 1779 roku.